# Публий Воласена
Публий Воласена (на латински: Publius Volasenna) е политик и сенатор на Римската империя през 1 век.
Брат е на Гай Воласена Север (суфектконсул 47 г.).
Около 54 г. Публий Воласена е суфектконсул. През 62/63 г. е управител на римската провинция Азия след Квинт Марций Барей Соран. Сменен е от Луций Салвий Отон Тициан.